# Jackal (veicolo)
Il Jackal, chiamato anche MWMIK (Mobility Weapon-Mounted Installation Kit), è una famiglia di veicolo militare blindato multiuso britannico ad alta mobilità.
I veicoli sono progettati e sviluppati da Supacat Ltd nella loro fabbrica di Honiton nel Devon in Regno Unito, per l'utilizzo da parte dell'esercito britannico e della Royal Air Force.
Il ruolo principale del veicolo nell'esercito britannico è la ricognizione nel campo di battaglia, l'assalto rapido ed è stato utilizzato anche per la protezione dei convogli.